# Christian Nodal
Christian Jesús González Nodal, cel mai cunoscut sub numele de Christian Nodal (n. 11 ianuarie 1999, Heroica Caborca⁠(d), Sonora, Mexic) este un cântăreț și compozitor mexican. Primul său single, „Adiós amor”, lansat în 2016 sub casa de discuri Fonovisa, a primit peste 930 de milioane de vizualizări pe YouTube.

## Cariera muzicală
În 2019 a lansat al doilea album, Now. A reușit să lucreze și să colaboreze cu artiști columbieni precum Juanes cu „Tequila”, Sebastián Yatra cu piesa „Esta noche” care aparține albumului său Ahora (2019), Piso 21 cu „Pa 'uită-mă de asta”, unde urbanul s-a contopit puțin. cu ranchera și Maluma cu melodia „Iertare”.